# Coryphaenoides profundicolus
Coryphaenoides profundicolus es una especie de pez de la familia Macrouridae en el orden de los Gadiformes.

## Hábitat
Es un pez bentopelágico y maríno de aguas  subtropicales que vive entre 4.867-4.872 m de profundidad.

## Distribución geográfica
Se encuentra en el mar Cantábrico y las Islas Canarias.